# مهدي جمعة
مهدي جمعة (21 أبريل 1962 -) ولد في المهدية. هو مهندس تونسي، شغل منصب وزير الصناعة في حكومة علي العريض. تم تكليف مهدي بن جمعة رسمياً من قِبل الرئيس منصف المرزوقي بعد تقديم علي العريض لاستقالته واستقالة حكومته بتشكيل حكومة جديدة في في تاريخ 10 يناير 2014.
تسلم مهدي جمعة مهامه رسميا بعد أدائه اليمين الدستورية في 29 يناير 2014، وبعد أن صادق المجلس الوطني التأسيسي التونسي على حكومته بأغلبية 149 نائبا مع، و20 لا، و24 محتفظ، أي 194 نائبا من جملة 217 في ساعة متأخرة من 28 يناير 2014. 
 المهدي جمعة عين في أكتوبر 2015 عضو في نادي مدريد لرؤساء الدول والحكومات السابقين.
أعلن في 29 مارس 2017 تأسيس حزب البديل التونسي، وترأسه.

## السيرة الذاتية

### الدراسات
تخصص مهدي جمعة في مجال الهندسة، وهو خريج المدرسة الوطنية للمهندسين بتونس سنة 1988، وحائز على شهادة الدراسات المعمقة في الهندسة الميكانيكية، الحساب ونمذجة الهياكل.

### العمل كمهندس
عمل مهدي جمعة كمهندس لدى شركة أيروسباس، فرع للمجموعة الفرنسية توتال. في 2009، أصبح المدير العام لقسم الطيران والدفاع، وعضو اللجنة التنفيذية، ويشرف على ستة فروع في فرنسا والولايات المتحدة والهند وتونس.

### بعد الثورة التونسية
في 13 مارس 2013، عين مهدي جمعة وزيرا للصناعة في حكومة علي العريض، ويساعده في ذلك كاتب الدولة المكلف بالطاقة والمناجم، نضال الورفلي.

## رئاسة الحكومة
في 14 ديسمبر 2013، وبعد مشاوارت طويلة في إطار حوار وطني حول الأحزاب السياسية، عين مهدي جمعة رئيسا للوزراء ، وكلف بتشكيل حكومة مستقلة ذات كفاءات مكلفة تسيير أعمال البلاد لاقتيادها لإجراء انتخابات تشريعية ورئاسية في 2014  لوضع حد للأزمة السياسية التي هزت البلاد منذ صيف 2013. وبعد تقديم العريض لاستقالته واستقالة حكومته تم تكليف مهدي بن جمعة رسمياً من قِبل الرئيس التونسي المؤقت منصف المرزوقي بتشكيل حكومة جديدة في تاريخ 10 يناير 2014 .

تسلم مهدي جمعة مهامه رسميا بعد أدائه اليمين الدستورية في 29 يناير 2014، وبعد أن صادق المجلس الوطني التأسيسي التونسي على حكومته بأغلبية 149 نائب مع، و20 لا، و24 محتفظ، أي 194 نائب من جملة 217 في ساعة متأخرة من 28 يناير 2014 .

## مقالات ذات صلة
- وزارة الصناعة (تونس).
- الوزارة الأولى (تونس).
- حكومة المهدي جمعة.
- حكومة علي العريض.